# Abagana
Abagana là một thị trấn thuộc Nigeria, đồng thời là trung tâm hành chính của Khu chính quyền địa phương Njikoka, bang Anambra. Thị trấn nằm cách thành phố Onitsha khoảng 20 km, dọc theo tuyến đường Enugu-Onitsha Trunk A cũ, con đường này chia Abagana thành hai phần.
Thị trấn Abagana có diện tích khoảng 9,2 km², phía bắc giáp các thị trấn Abba, Ukpo và Enugu Agidi, phía nam giáp Nimo Owelle và Eziowelle, phía đông giáp Enugwu Ukwu, phía tây giáp Umunnachi và Ifitedunu.
Chính quyền truyền thống tại đây sử dụng tước hiệu Igwe Abagana cho vị vua của thị trấn. Vị vua đương nhiệm là Igwe Patrick Mbamalu Okeke.